# 13860 Neely
13860 Neely (1999 XH143) là một tiểu hành tinh vành đai chính được phát hiện ngày 15 tháng 12 năm 1999 bởi Charles W. Juels ở Fountain Hills.